# Procesul jugular al osului occipital
Procesul jugular al osului occipital (Processus jugularis ossis occipitalis), este o lamă patrulateră pe porțiunile laterale a occipitalului, lateral de partea posterioară a condililor occipitali. Marginea anterioară a acestui proces formează marginea posterioară a găurii jugulare. Pe fața inferioară a procesului jugular se inserează mușchiul drept lateral al capului (Musculus rectus capitis lateralis).